# مهریک
مریک، روستایی از توابع بخش ناغان شهرستان کیار در استان چهارمحال و بختیاری است.

## جمعیت
این روستا در دهستان ناغان قرار دارد و براساس سرشماری مرکز آمار ایران در سال ۱۳۸۵، جمعیت آن ۲۳ نفر (۵خانوار) بوده‌است.